# Vidalia bidens
Vidalia bidens es una especie de insecto del género Vidalia de la familia Tephritidae del orden Diptera.

## Historia
Friedrich Georg Hendel la describió científicamente por primera vez en el año 1915.